# Biosfeerreservaat Wolga-Kama
Biosfeerreservaat Wolga-Kama of Biosfeerreservaat Volzjsko-Kamski (Russisch: Волжско-Камский государственный природный биосферный заповедник; Tataars: Идел-Чулман тыюлыгы), is een strikt natuurreservaat gelegen in de republiek Tatarije van Europees Rusland. De oprichting tot zapovednik vond plaats op 13 april 1960 per decreet (№ 510/1960) van de Raad van Ministers van de Russische SFSR. Het gebied bestaat uit twee verschillende clusters, met een gezamenlijke oppervlakte van 114,01 km². Ook werd er een bufferzone van 128,19 km² ingesteld. In 2005 werd het gebied aan de lijst van biosfeerreservaten toegevoegd onder het Mens- en Biosfeerprogramma (MAB) van UNESCO.

## Kenmerken
Biosfeerreservaat Wolga-Kama ligt op de oude rivierterrassen van de rivier Wolga en bestaat uit twee deelgebieden. Deelgebied "Raifa" is grotendeels bebost en ligt op de linkeroever van de Wolga, ten noordwesten van Kazan. Hier bevindt zich een mozaïek aan verschillende bostypen, waarin fijnspar (Picea abies), grove den (Pinus sylvestris), zomereik (Quercus robur) en winterlinde (Tilia cordata) de belangrijkste bosvormers zijn. Deelgebied "Saralin" ligt op een schiereiland waar de Wolga en de Kama samenvloeien en is grotendeels bedekt met loofbossen.

## Flora en fauna
Biosfeerreservaat Wolga-Kama heeft een hoge biodiversiteit. Er zijn op dit relatief kleine oppervlak circa 850 vaatplanten, meer dan 200 mossen, meer dan 240 korstmossen en 600 schimmels vastgesteld. De variëteit aan planten wordt veroorzaakt door de aanwezigheid van zeer oude bossen met een rijke structuur. Sommige delen van het reservaat kennen meer een steppekarakter. Ook zijn er meer dan 50 soorten zoogdieren in het reservaat vastgesteld, waaronder de bever (Castor fiber), bosslaapmuis (Dryomys nitedula), Euraziatische lynx (Lynx lynx), Siberisch ree (Capreolus pygargus) en eland (Alces alces). De vogelwereld in het gebied bestaat uit soorten als auerhoen (Tetrao urogallus), hazelhoen (Tetrastes bonasia), zwarte wouw (Milvus migrans) en zeearend (Haliaeetus albicilla).